# Reserva indígena Mashco Piro
La Reserva Indígena Mashco Piro es un área de protección en Perú para pueblos indígenas en situación de aislamiento voluntario y contacto inicial. Tiene una superficie de 816, 057 ha. Se encuentra ubicada en el distrito de Purús, provincia de Purús en Ucayali. El objetivo de la reserva es proteger los derechos, hábitat y condiciones de los pueblos indígenas mashco piro y mastanahua en situación de aislamiento voluntario. Fue creada como Reserva Territorial en 1997 y en el 2016 se convierte en reserva indígena.
La reserva indígena se encuentra en el Parque nacional Alto Purús.

## Amenazas a la reserva
El territorio de los Mashco Piro tiene diversas amenazas como lo son los proyectos de desarrollo y el avance de actividades extractivas (minería, madera, hidrocarburos), narcotráfico, entre otros. A ello se suma, el avance de colonos que invaden sus territorios para vivienda y/o actividades agrícolas. 

## Creación
Esta reserva indígena fue creada mediante Decreto Supremo N.° 007-2016-MC publicado el 24 de julio de 2016. Esta norma establece la creación de la reserva territorial para la protección de los pueblos indígenas en aislamiento voluntario.